# Ismail Mohammed Sharif
Ismail Mohammed Sharif (17 de abril de 1962) é um ex-futebolista profissional iraquiano, que atuava como meia.

## Carreira
Ismail Mohammed Sharif fez parte do elenco da histórica Seleção Iraquiana de Futebol da Copa do Mundo de 1986 